# Gavijal
Gavijal (lat. Gavialis gangeticus), poznat i pod imenom indijski gavijal je jedina danas živuća vrsta porodice Gavialidae, grupe gmazova nalik krokodilima s dugom, suženom čeljusti. Vrsta poznata pod imenom sundski gavijal nije član ove, nego porodice pravih krokodila. 

## Izgled i ponašanje
Gavijal je po duljini drugi po redu od živućih gmazova nalik krokodilima, odrasli mužjak može doseći duljinu od 6,5 metara. Lako je prepoznatljiv po jedinstvenoj uskoj njušci. Velik je i vitak krokodil koji većinu svog života provede u vodi. U usporedbi s ostalim krokodilima, ima relativno slabe noge sa širokim plivaćim kožicama. Gavijali se hrane uglavnom ribom, a ponekad jedu i vodene ptice i malene sisavce. Nije dokazan niti jedan napad na ljude.  

## Razmnožavanje
U vrijeme parenja mužjaci postaju izrazito teritorijalni i okupljaju čitav harem ženki. Mužjaci imaju kvržicu na kraju nosa koja im služi prilikom oglašavanja u vrijeme udvaranja. Ženke prave gnijezda na obali daleko od dosega plime, u koja polažu do 50 neobično teških jaja (svako jaje teži oko 150 grama). Ženka čuva mlade, ali ih ne prenosi u ustima u vodu - vjerojatno zbog neprikladnog oblika čeljusti. Gavijal je 70-ih godina 20. stoljeća, zbog gubitka staništa, lova i ribolova, gotovo izumro, ali zahvaljujući programu zaštite po kojem se razmnožavaju u zatočeništvu, stanje se polako popravlja.

## Rasprostranjenost
Gavijal živi danas isključivo u rijekama na sjevernom dijelu Indijskog potkontinenta, u sjevernoj Indiji, Pakistanu, Nepalu, Bangladešu, Butanu i Mijanmaru. No, fosili ovog i drugih rodova nađeni su od miocena i u Sjevernoj i Južnoj Americi, Africi i drugim dijelovima Azije. 

## Drugi projekti
|  | Zajednički poslužitelj ima stranicu o temi Gavijal |
|  | Wikivrste imaju podatke o taksonu Gavijalima       |